# Oenopia lyncea
Oenopia lyncea é uma espécie de insetos coleópteros polífagos pertencente à família Coccinellidae.
A autoridade científica da espécie é Olivier, tendo sido descrita no ano de 1808.
Trata-se de uma espécie presente no território português.